# 明和工業 (新潟県)
明和工業株式会社（めいわこうぎょう）は、新潟県新潟市西蒲区に本社を置き、水道関連事業を全国的に展開している企業である。

## 概要
“自然に負けぬ美しい清流”を目標に掲げて、空気弁、プラント配管、ガス水道関連製品、関連サービスを供給している。
これまでに空気弁や仮設配管システムのREPCS、画期的なジョイント方法であるグロージョイントの発明により数々の特許を取得している。特にREPCSはそれまでの仮設配管の概念を一新させる新しい方法である。物を作るだけの水道関連企業がサービスを提供するという全く異なる事業に進出するきっかけを創り出した事は特筆に値する。
同業他社に比べて大きく異なる特徴としては、業態を変えながら存続を続けていることである。黎明期は配管業であり、孫請けや住宅設備の仕事を請け負う事が主な収益であったが、工場を取得してからは水管橋や空気弁の製造を行うメーカーへと姿を変え、更には使い捨てが当たり前であった水道の仮設工事にレンタルという概念を持ち込んだことにより、レンタル業へと変貌することに成功している。
2009年10月23日には新潟市西区にある新潟厚生年金スポーツセンター（ウェルサンピア新潟）を落札、2010年3月2日よりメイワサンピアとして営業していたが、2018年9月20日に施設の老朽化を理由に閉館した。
また2009年12月1日より、全国に先駆けて水道事業の民営化に着手した。新潟市北区と聖籠町に跨る新潟港東港区（新潟東港）周辺の上水道業務は新潟県と周辺市町村による一部事務組合「新潟東港地域水道用水供給企業団」が行っているが、1983年には東港の立地企業向けに大口の上水道配水を行う「新潟東港臨海水道企業団」が県と新潟市、聖籠町と当時の豊栄市により組織され、業務を開始した。しかし東港の開発は慢性的に停滞し、計画給水量と実際の給水量が見合わず、臨海水道事業団の配水地域では水道料金を高額に設定せざるを得ないなど経営不振に陥っていた。
明和工業は臨海水道企業団の事業と配水設備を買収し、水道料金の徴収や管路の修繕なども全て手掛けることになった。水道事業の一部を民間に委託するこれまでの方式とは異なり、全てを一社で行う方式を取っている。なお明和工業の新潟東港水道事業部が配水を担うのは、北区の太郎代、島見町、白勢町、横土居、笹山、浜浦の各一部と、聖籠町の東港、位守町の全域と、網代浜、蓮潟、別行、蓮野、大夫興野の各一部で、東港区のほぼ全域・全事業所が対象である。このうち太郎代には一般住宅が建つ集落が所在するなど、配水地域内には120人の常住人口を有するが、こうした地域へは「簡易水道」として配水を行っている。なお明和工業への運営譲渡決定後に旧臨海水道企業団は水道供給事業団を脱退し、解散した。水道供給事業団は2012年現在、新潟市、聖籠町、新発田市と明和工業が受水団体として運営に参画している。
社名が類似する新明和工業とは、製品の納入実績を始めとして全く関係が無い。また「明和工業」の商号を使用する企業は他県に数多く存在するが、水道事業を展開しているのは新潟県の明和工業のみである。

## 拠点一覧
- 本社/営業本部/新潟工場/建築プラント工場/レンタル工場
- 東京支社
- 関東工場
- 埼玉営業所
- 千葉営業所
- 北海道営業所
- 岩内工場
- 仙台営業所
- 長野営業所
- 北陸営業所/北陸工場
- 長野営業所/長野工場
- 関西営業所
- 岡山営業所
- 岡山工場
- 九州営業所
- 九州工場
- 工事部